# Noreya
Noreya (en latín, Noreia) fue una antigua ciudad en la zona oriental de los Alpes, la capital del reino de Nórica. Su ubicación no ha sido determinada con precisión. 
Algunos investigadores creen que Noreya podría corresponderse con el asentamiento céltico-romano excavado en el Magdalensberg en Carintia, Austria. Otros lo sitúan en Zollfeld, Carintia, o en el entorno de Liebenfels en el valle del río Glan. Otra posible localización, más en boga actualmente, es la colina de Gracarca, al lado del Klopeiner See en Carintia, una zona en la que se han encontrado varias tumbas de príncipes celtas. 
También es posible que hubiese más de un lugar llamado Noreya. Parece que hay dos entradas idénticas en la Tabula Peutingeriana, un mapa del siglo IV. Es más probable, sin embargo, que el sistema de doble entrada de una estación romana Noreya sea un error del copista. 
En el entorno de la ciudad de Noreya, en el 113 a. C., cimbrios y teutones derrotaron a un ejército romano en la Batalla de Noreya. Tampoco existe certeza de que la ubicación de la batalla y la capital de Nórica correspondiesen a la misma ciudad.